# Barcelona Ladies Open 1995
Il Barcelona Ladies Open 1995 è stato un torneo di tennis giocato sulla terra rossa.
È stata la 15ª edizione del torneo, che fa parte della categoria Tier II nell'ambito del WTA Tour 1995.
Si è giocato al Real Club de Tenis Barcelona di Barcellona in Spagna, dal 25 al 30 aprile 1995.

## Campioni

### Singolare
Arantxa Sánchez Vicario ha battuto in finale  Iva Majoli 5–7, 6–0, 6–2

### Doppio
Arantxa Sánchez Vicario /  Larisa Neiland hanno battuto in finale  Mariaan de Swardt /  Iva Majoli con il punteggio di 7–5, 4–6, 7–5